# 徐洋 (1987年)
徐洋（1987年6月18日—），男，山东青岛人，中国足球运动员，司职中场。

## 生平

### 职业生涯
2000年进入山东鲁能泰山的鲁能足校。
2006年被山东鲁能泰山挂牌，但没有成功转会。
2007年与队友高峰赴塞尔维亚试训。
2007年进入山东鲁能泰山一线队，但没有获得联赛报名机会，年底继续被挂牌。
2008年初转会至河南建业，由于错过联赛报名，上半年短暂加盟河南建业室内足球队，并入选中国国家室内足球队。
2008年下半年正式代表河南建业联赛出场。
2009年4月18日在与长沙金德的比赛中接边路传球连续过人后破门，打入了个人联赛首球，帮助河南建业获胜。
2009年徐洋首次入选中国国家队。
2009年6月1日友谊赛对阵伊朗是他的第一场国际A级赛。
2013年12月19日，当选为2013赛季中甲联赛最佳球员。
2016年，徐洋转会重庆力帆，两个赛季出场49次。
2018年2月，徐洋正式由重庆力帆转会加盟深圳佳兆业。
2024年9月10日，中国足球协会在大连召开新闻发布会公告，徐洋被禁止参加中国境内有关的足球活动五年。